# Llista d'aerolínies de Croàcia
La següent és un llista d'aerolínies que han rebut el Certificat d'Operador Aeri per part de l'Autoritat d'Aviació Civil de Croàcia:
| Aerolínia                 | IATA | OACI | Distintiu       | Aeroports HUB  |
| ------------------------- | ---- | ---- | --------------- | -------------- |
| Air Croatia               |      |      | AIRCROATIA      | Zagreb Airport |
| Croatia Airlines          | OU   | CTN  | CROATIA         | Zagreb Airport |
| European Coastal Airlines |      | ECB  | COASTAL CLIPPER |                |
| Trade Air                 | C3   | TDR  | TRADEAIR        | Zagreb Airport |